# Rafael McGuire
Rafael McGuire (10 mai 1994, Cuernavaca, Morelos, Mexique) est un mannequin, acteur et chanteur mexicain.

## Course artistique
Né Rafael McGuire à Cuernavaca, il a commencé sa formation d'acteur avec Rodolfo Palacios, un acteur et réalisateur surtout connu pour son rôle dans Apocalypto de Mel Gibson. Au Mexique, il a étudié le théâtre à Casazul. Rafael McGuire a collaboré comme assistant de production chez Televisa Morelos. Rafael a déménagé à Hollywood, en Californie, où il a étudié la cinématographie et la production cinématographique à la Los Angeles Film School. Pendant ce temps, il a fait des apparitions dans des films indépendants qui ont joué dans des festivals de cinéma à travers le pays, notamment le Sundance Film Festival et le Palm Springs International Film Festival.
À ces débuts, il a exploré la musique en enregistrant des reprises de chansons et en composant et en enregistrant sa propre musique originale sous le nom de scène de Rafalo. Les sorties de l'artiste à cette époque avaient une vidéo officielle[pas clair] et étaient "Wide Awake" et sa version en musique électronique de "Somebody That I Used to Know" de Gotye, deux reprises enregistrées au Azul Music Studio à Cuernavaca.
En 2013, il fait partie du casting du court métrage Alternative, dans lequel il interprète le personnage de Víctor.
Poursuivant sa carrière musicale, en 2018, Rafael compose et enregistre son premier single original en anglais "Not Nobody" d'Esjay Jones qui a produit des chansons pour des artistes tels que Sean Kingston, Krewella, Pia Toscano, entre autres. Cette sortie représente également le début de son travail en tant que militante de la santé mentale. L'artiste a déclaré qu'il avait fait ce single en hommage à la mémoire d'Avicii qui, selon Rafael, représente sa plus grande inspiration musicale.
En 2021, il sort son single inédit "Touching you" avec un clip vidéo. McGuire a déclaré qu'il utilisait l'art pour motiver les gens à faire face à la dépression et à l'anxiété, des troubles dont il souffrait également en période de pandémie,. Cette même année, il est numéro 1 pendant plusieurs semaines sur la liste de la radio Efervescente FM au Mexique pour sa reprise de la chanson "Burning Love".
En 2022, elle a défilé pour la Fashion Week de New York. Cette même année, la chanson "Euphoria" est accompagnée d'une vidéo officielle enregistrée à Tepoztlán.